# 원영희
원영희(元永喜, 1915년 12월 7일~1987년 12월 18일)은 대한민국의 지적학자이자, 교육인, 교수이다. 본관은 원주고, 호는 삼지(三地)이다. 그의 호 삼지(三地)는 "세번죽어도 지적을 위하여 죽는다"에서 비롯되었다는 일화가 있다. 함경북도 단천 출생이며 한국지적학회 초대회장 및 대한지적공사 지적연수원 교수, 내무부정책자문위원, 대한지적공사 사장을 역임했다. 1981년에 복귀장학회를 창설하였다. 한국의 지적학, 응용천문학의 학문이 최초로 성립하는데 크게 기여하였다고 평가된다.

## 사상
지적학원론(地籍學元論)에서 원영희 교수는 지적의 개념을 "지적은 국토의 전반에 걸쳐 일정한 사항을 국가 또는 국가의 위임을 받은 기관이 등록하여 이를 국가 또는 국가가 지정하는 기관에 비치하는 기록"이라 정의내렸다.

## 주요 저서
원영희는 평생을 통틀어 수많은 저서를 출판하였다. 대부분은 지적학 및 응용천문학에 대한 내용이며 학술적인 내용 및 그의 견해를 밝힌 대표저서는 다음과 같은 것들이 있다.
- 원영희 (1972). 해설지적학(解說地籍學), 보문출판사(普文出版社)
- 원영희 (1974). 지적학(地籍學), 보문출판사
- 원영희 (1975). 응용천문학(應用天文學), 보문출판사
- 원영희 (1977). 지적법해설(地籍法解說), 보문출판사
- 원영희 (1979). 지적학원론(地籍學元論), 신라출판사(新羅出版社)
- 원영희 (1981). 한국지적사(韓國地籍史), 신라출판사
- 원영희(1981). 한국지적학(韓國地籍學), 신라출판사
- 원영희(1984). 지적법해설(地籍法解設), 신라출판사

## 단행자료
원영희선생의 대표단행자료는 다음과 같은 것들이 있다.
- 學會本然(학회본연)의 責務(공무) 다할터, 원영희, 한국지적학회, 1977
- 農家所得倍增(농가소득배증)을 위한 具體的方案(구체적방안), 원영희, 서울대한지방행정공제회, 1967
- 地籍事務處理(지적사무처리)에 關(관)하여, 孫杓璇:문의자, 원영희:답변자, 대한지방행정공제회, 1965

균

## 참고 자료
- 이승훈. 《지적학의 학문적 체계 정립에 관한 연구》. 韓國地籍情報學會誌 통권 제2호, 2000.2, 163-172
- 권기원, 김비연. 《지적학의 학문분류체계에 관한 연구》. 한국문헌정보학회지 제40권 제1호, 2006.3, 39-57
- 최신 지적학 (지적총서 1), 류병찬, 2006